# Drachhausen
Drachhausen est une commune allemande de l'arrondissement de Spree-Neisse, Land de Brandebourg.

## Géographie
Drachhausen se situe dans la zone de peuplement traditionnelle des Sorabes. Au sud coule la Malxe.
|                  | Schwielochsee | Lieberose       |
| Schmogrow-Fehrow | Drachhausen   | Turnow-Preilack |
| Dissen-Striesow  | Cottbus       | Drehnow         |

La Bundesstraße 168 forme la frontière orientale du territoire communal.

## Histoire
Drachhausen est mentionné pour la première fois en 1504  sous le nom de "Hoen Drußow". Le village est habité dès le début par les Sorabes.

## Démographie
| Année | Nombre d'habitants |
| ----- | ------------------ |
| 1875  | 1 116              |
| 1890  | 1 171              |
| 1910  | 1 238              |
| 1925  | 1 245              |
| 1933  | 1 220              |
| 1939  | 1 161              |
| 1946  | 1 480              |
| 1950  | 1 414              |

| Année | Nombre d'habitants |
| ----- | ------------------ |
| 1964  | 1 168              |
| 1971  | 1 150              |
| 1981  | 990                |
| 1985  | 953                |
| 1989  | 912                |
| 1990  | 902                |
| 1991  | 888                |
| 1992  | 873                |
| 1993  | 867                |
| 1994  | 877                |

| Année | Nombre d'habitants |
| ----- | ------------------ |
| 1995  | 877                |
| 1996  | 884                |
| 1997  | 897                |
| 1998  | 902                |
| 1999  | 889                |
| 2000  | 889                |
| 2001  | 893                |
| 2002  | 887                |
| 2003  | 861                |
| 2004  | 840                |

| Année | Nombre d'habitants |
| ----- | ------------------ |
| 2005  | 854                |
| 2006  | 856                |
| 2007  | 848                |
| 2008  | 855                |
| 2009  | 836                |
| 2010  | 843                |
| 2011  | 846                |
| 2012  | 838                |
| 2013  | 829                |
| 2014  | 814                |

| Année | Nombre d'habitants |
| ----- | ------------------ |
| 2015  | 816                |
| 2016  | 804                |
| 2017  | 800                |

## Source
- (de) Cet article est partiellement ou en totalité issu de l’article de Wikipédia en allemand intitulé « Drachhausen » (voir la liste des auteurs).